# Rio Engenho Velho
Der Rio Engenho Velho ist ein etwa 11 km langer rechter Nebenfluss des Rio Tibaji im Südosten des brasilianischen Bundesstaats Paraná.

## Etymologie
Engenho ist in Brasilien die Bezeichnung für eine Zuckerrohrmühle. Der Fluss trägt somit den Namen Alte Zuckerrohrmühle. 

## Geografie

### Lage
Das Einzugsgebiet des Rio Engenho Velho befindet sich auf dem Segundo Planalto Paranaense (Zweite oder Ponta-Grossa-Hochebene von Paraná).

### Verlauf
Sein Quellgebiet liegt im Munizip Ponta Grossa auf 911 m Meereshöhe etwa 10 km westlich des Stadtgebiets in der Nähe der BR-373 nahe ihrer Einmündung in die Rodovia do Café (BR-376).
Der Fluss verläuft in südwestlicher Richtung. Er mündet auf 777 m Höhe von rechts in den Rio Tibaji. Er ist etwa 11 km lang.

### Munizipien im Einzugsgebiet
Der Rio Engenho Velho verläuft vollständig innerhalb des Munizips Ponta Grossa.